# Kaiserkrone Napoleons I.

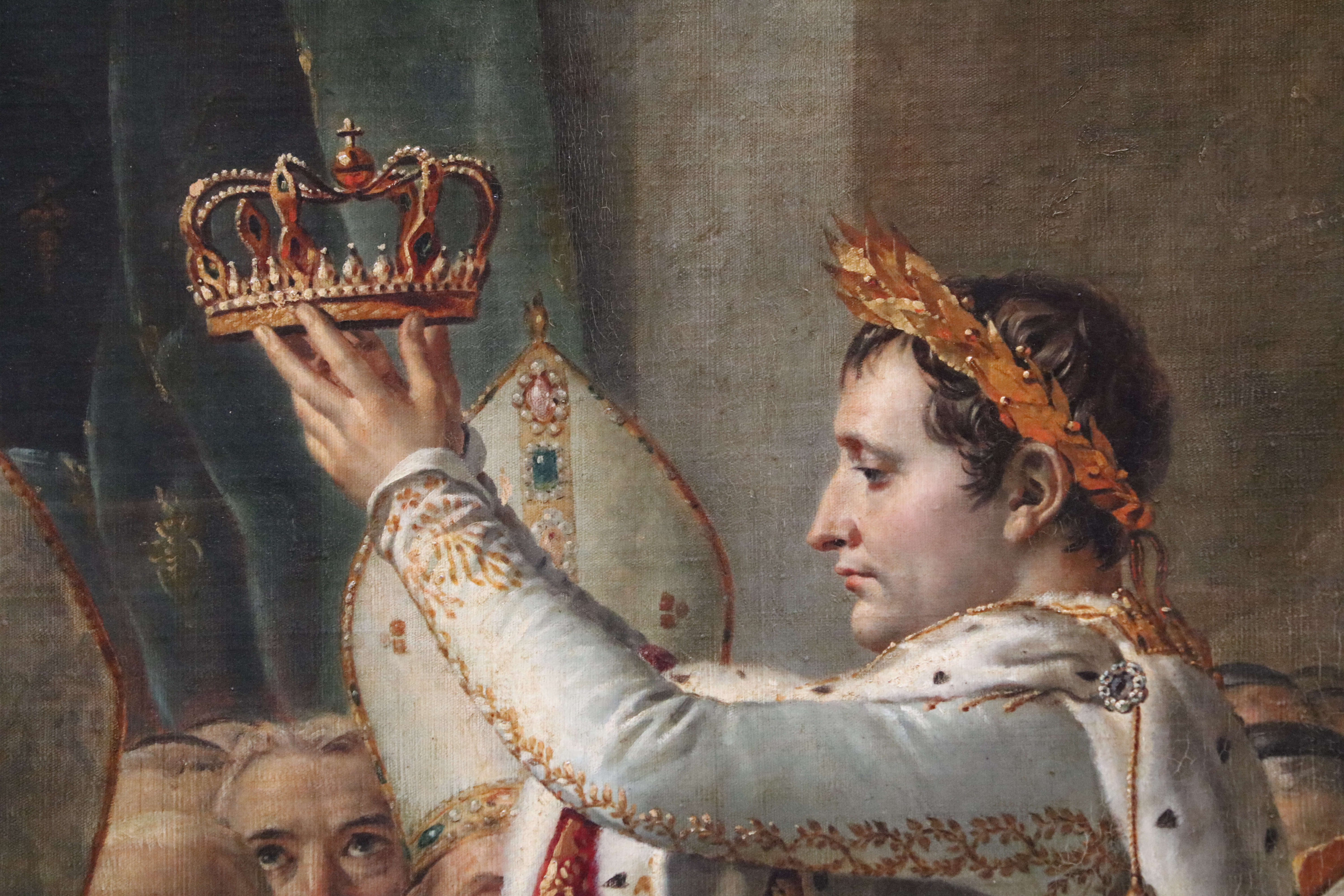
Die Selbstkrönung von Napoleon Bonaparte in Notre Dame, 1804 (Detailansicht vom Gemälde von Jacques-Louis David, 1806–1807)

Die Kaiserkrone Napoleons I. wurde für die 
Krönung Napoleons zum Kaiser der Franzosen 1804 angefertigt, außerhalb dieser einen Zeremonie aber nicht getragen. Sie wird auch als Krone Karls des Großen oder Krone Charlemagnes bezeichnet.

## Geschichte und Beschreibung

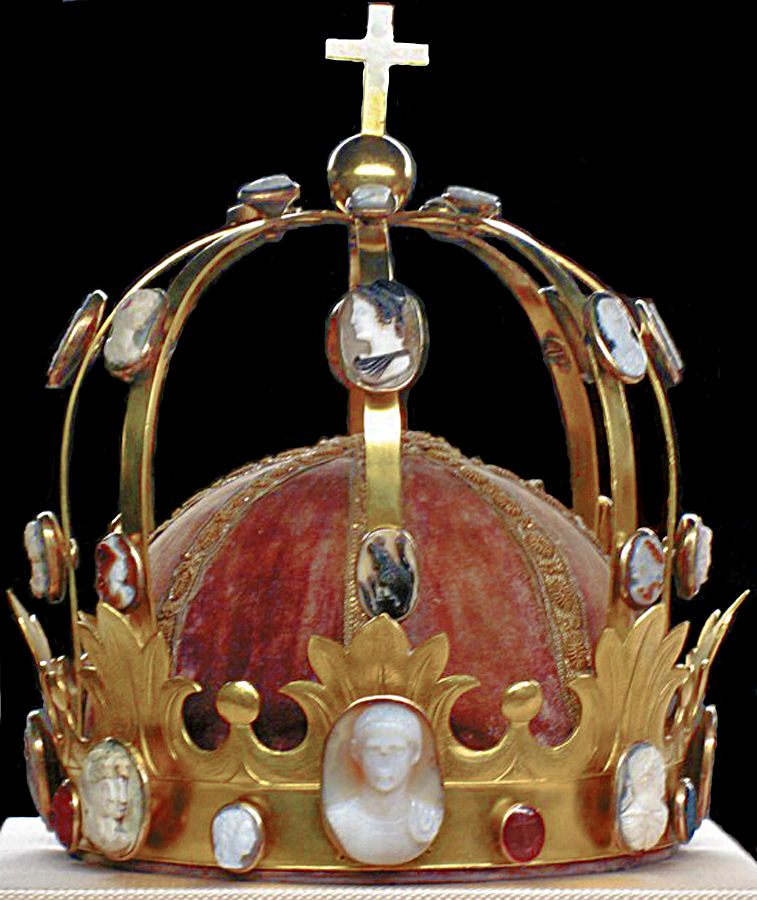
Kaiserkrone Napoleons I., von ihm „Krone Karls des Großen“ genannt.

Der Pariser Hofjuwelier Marie-Étienne Nitot stellte die Krone im Jahr 1804 her. Sie befindet sich heute in der Apollogalerie im Louvre, Paris.
Es handelt sich um eine Bügelkrone, die aus vergoldetem Silber und Kupfer besteht und mit Gemmen, Kameen sowie mugelig geschliffenen Steinen verziert ist. Der schmale Kronreif trägt acht blattförmige, gezackte Zinken, die in ihren Zwischenräumen kleinere Zinken haben, die kleine Kugeln tragen. Aus den großen Zinken steigen die Bügel steil auf und tragen in ihrem Scheitel einen kleinen Globus mit Kreuz als Hinweis auf das Gottesgnadentum zur Legitimation der Herrschaft Napoleons. Die Gemmen und Kameen sitzen in schüsselförmigen Fassungen auf Reif und Bügeln, auf sechs Bügeln jeweils drei und den Bügeln auf Vorder- und Rückseite zwei. Im Innern sitzt eine samtene Kronhaube, auf die hinter jedem Bügel ein Broderiestreifen appliziert ist. Der Durchmesser der Krone beträgt 18,5 cm und die Höhe 25 cm.
Die Krone orientiert sich hinsichtlich ihrer archaisierenden Gestaltung bewusst nicht am Empire-Stil der Herstellungszeit, sondern versucht, durch die Verwendung von antikisierenden und frühmittelalterlichen Gestaltungselementen an die Tradition des antiken römischen Kaisertums und des mittelalterlichen Kaisertums Karls des Großen anzuknüpfen.